# Éric Rochat (personnalité politique)
Pour les articles homonymes, voir Rochat.
Éric Rochat, né le 28 mars 1948 à Gland (originaire de L'Abbaye et du Lieu), est une personnalité politique suisse du canton de Vaud, membre du Parti libéral suisse. Il est député au Conseil des États de 1995 à 1999.

## Biographie
Éric Rochat naît le 28 mars 1948 à Gland. Il est originaire de L'Abbaye et du Lieu, deux communes du canton de Vaud.
Après des études de médecine, au cours desquelles il fait un remplacement en Valais, il devient médecin généraliste à Saint-Légier. Il y exerce de 1977 à 2015.
Il préside la Société vaudoise de médecine de 1982 à 1984 et la Société romande de médecine de 1986 à 1988.
Sa femme, Anne-Marie, qu'il épouse en 1971, elle aussi membre du Parti libéral suisse, est élue à la Municipalité de Saint-Légier. Il est père d'un enfant.

## Parcours politique
Membre du Parti libéral suisse, Éric Rochat est député au Grand Conseil du canton de Vaud de 1990 à 1995. Il y préside le groupe libéral de 1994 à 1995,.
Lors du second tour des élections cantonales de 1994, il est candidat au Conseil d'État sur une liste d'alliance avec le Parti radical-démocratique, alors qu'il n'a pas participé au premier tour,. Les deux candidats radicaux Philippe Pidoux et Charles Favre n'ont en effet pas été élus au premier tour, contrairement au libéral Claude Ruey, et Éric Rochat est candidat pour aider à mobiliser l'électorat libéral au second tour. Il n'est pas élu, obtenant 322 voix de moins que le socialiste Jean-Jacques Schwaab.
Au second tour des élections fédérales de 1995, le 5 novembre, il est élu au Conseil des États, terminant derrière le radical Jacques Martin, mais devant les deux candidats de gauche, la socialiste Yvette Jaggi et l'écologiste Daniel Brélaz. Il succède à son collègue de parti Hubert Reymond. Il est président de la Commission de la politique de sécurité de 1997 à 1999. Lors des élections fédérales de 1999, il est battu au second tour par le socialiste Michel Béguelin, la radicale Christiane Langenberger ayant été élue dès le premier tour. L'écart avec Michel Béguelin n'étant que de 23 voix, un recomptage est effectué, mais le résultat est confirmé. Sa non réélection et celle de Jean Cavadini à Neuchâtel marquent la fin de la présence libérale au Conseil des États.

## Publication
Mais entrez donc !, Vevey, Éditions de l'Aire, 19 avril 2022, 200 p. (ISBN 9782889562244)